# هرتا فون والتر
هرتا فون والتر (انگلیسی: Hertha von Walther؛ ۱۲ ژوئن ۱۹۰۳ – ۱۲ آوریل ۱۹۸۷) یک هنرپیشه اهل آلمان بود.
از فیلم‌ها یا برنامه‌های تلویزیونی که وی در آن نقش داشته است می‌توان به ام، جاسوس، فاوست، تخم مار، شماره ۱۷ اشاره کرد.